# Poiana Blenchii (gmina)
Poiana Blenchii – gmina w Rumunii, w okręgu Sălaj. Obejmuje miejscowości Fălcușa, Gostila, Măgura i Poiana Blenchii. W 2011 roku liczyła 1221 mieszkańców.